# Délétions de l'Y
La délétion de l'Y est une pathologie entraînant une azoospermie ou une oligozoospermie sévère de type sécrétoire chez l'homme. Elle est responsable de 5 % à 20 % des cas d'azoospermie ou d'oligozoospermie sévère de type sécrétoire.
Le traitement de cette infertilité d’origine masculine est possible, si des spermatozoïdes sont présents, par micro-injection, avec toutefois le risque de la transmission de la pathologie à tous les garçons.

## Autres noms de la maladie
- Stérilité masculine par délétions de l'Y.

## Étiologie
- Délétion ou microdélétion situé au niveau du locus AZF du chromosome Y.

## Incidence & Prévalence
La prévalence de ce syndrome est de 1/2000 à 1/3000 hommes. Cette pathologie semble toucher toutes les populations.

## Description
Il n’existe aucune particularité physique permettant de suspecter une délétion de l’Y seul, bien que chez certains hommes il puisse y avoir des petits testicules ou un cryptorchidisme.

## Diagnostic

### Spermogramme
Le tableau ci-dessous définit les différents types d’oligospermie.

| Type                 | Concentration de spermatozoïdes |
| -------------------- | ------------------------------- |
| Azoospermie          | 0                               |
| Oligospermie sévère  | Inférieur à 1 M/Ml              |
| Oligospermie moyenne | 1-5 M/Ml                        |
| Oligospermie légère  | 5-20 M/Ml                       |
| Normal               | >20 M/Ml                        |

### Caryotype standard
Délétion de la bande q12 au niveau du bras long du chromosome Y mais cette  technique standard ne détecte pas les micro délétions ou si le locus AZF.

Mais des réarrangements plus complexe du bras long comprenant micro-délétion et duplication peuvent être à l’origine de ce syndrome.

### Biopsie testiculaire
Met en évidence soit des cellules de Sertoli sans cellule germinale soit un défaut de spermatogenèse avec arrêt de celle-ci à différents stades.

### Génétique
L’amplification par PCR de larges secteurs du chromosome Y doit être effectué et la recherche spécifique de certains gènes doit être faite (USP9Y, DDX3Y , HSFY , CDY , RBMY , DAZ , ).

## Mode transmission
Transmission liée au chromosomeY. Beaucoup de ces micro-délétions sont des mutations de novo.

## Sources
- Site en français de renseignement sur les maladies rares et les médicaments orphelins
- (en) Online Mendelian Inheritance in Man, OMIM (TM). Johns Hopkins University, Baltimore, MD. MIM Number: 400003
- (en) GeneTests: Medical Genetics Information Resource (database online). Copyright, University of Washington, Seattle. 1993-2005